# Омото, Макико
Макико Омото (大本 眞基子 О:мото Макико, род. 1 февраля 1973, Курасики Окаяма, Япония) — японская актриса озвучивания и дикторша, наиболее известная за озвучку Кирби в одноименной серии игр и в серии игр Super Smash Bros., Ины из игр Samurai Warriors и Warriors Orochi, а также Лин из серии игр Fire Emblem.

## Биография
15 марта 2020 года пережила удаление аппендикса.

## Карьера

### Аниме
- Angel Heart (Джой Рё)
- Armitage III (OAV)
- Atashin’chi (Рио)
- Bakumatsu Kikansetsu Irohanihoheto
- Bakusou Kyoudai Let’s & Go!! MAX (Неро Стелла Борузой)
- Battle B-Daman: Fire Spirits (Гуннос) 2005
- Battle B-Daman (Мирумасу)
- Battle Spirits: Shōnen Toppa Bashin (Байто Сан)
- Black Jack (Мика)
- Bobobo-bo Bo-bobo (LOVE)
- Captain Tsubasa: Road to 2002 (Ёсико Фудзияма)
- Cheeky Angel (Мики Ханакайн) 2002
- Super Yo-Yo (Mai Kirisaki)
- Code Geass: Lelouch of the Rebellion (SP (эп. 21)) 2006
- Corrector Yui (Юи Касуга) 1999
- Crayon Shin-chan (Митти Хатогоя (2-й голос); Ю Якутсукури)
- Crush Gear Turbo (Кисин Окава)
- Cutey Honey Flash (Аки Нацуко)
- Cyborg Kuro-chan (Дьявол Мататаби; Мататаби)
- Danganronpa: The Animation (Саяка Маизоно) 2013
- Danganronpa 3: The End of Hope's Peak High School (Саяка Маизоно)
- Demashita! Powerpuff Girls Z (Кен Китазава)
- Detective Conan: Jolly Roger in the Deep Azure (фильм 11) как Тинатцу Мабути 2007
- Detective Conan: The Lost Ship in the Sky (фильм 14) как Женский Комментатор
- Digimon Frontier как ТойАгумон
- Doraemon: Obāchan no Omoide (Юный Нобита)
- Elmer no Bouken: My Father’s Dragon (Люси)
- GeGeGe no Kitarou (Ёбуко (эп. 92); Кента (эп. 61); Коухэй (эп. 65); Рина (эп. 37); Сатоси (эп. 16); Юске (эп. 48))
- Gokudo (Иккйю)
- Gun Sword (Каросса)
- Hakugei: Legend of the Moby Dick (Арте)
- Hunter × Hunter (2011) (Родственник Орто)
- Interlude (OAV) (Мать Аи (эп. 2))
- Inuyasha: The Final Act (Костлявый Демон)
- Jigoku Sensei Nūbē (Ёсье Сато) 1996
- Сильнейший в истории ученик Кэнити Идзуми Юка
- Kikou Sennyo Rouran (Махоро Микогами)
- Kirby: Right Back at Ya! (Кирби, Рик, Хон)
- Kiteretsu Daihyakka (Женщина)
- Kochira Katsushika-ku Kameari Kōen-mae Hashutsujo
- Lost Universe (Роб)
- Mermaid’s Forest TV (Масато)
- Midori Days (Маки)
- Nightwalker (Микато)
- One Piece (Макино, Таманеги, Мисс Понедельник)
- Onmyou Taisenki (Уцухо, Сёсэцу но Танкамуи)
- Project ARMS (Джеф Боуэн)
- Puni Puni Poemi (Мицуки Аасу)
- s-CRY-ed (Сёка, Фани Тэракадо) 2001
- Sailor Moon S (Ребёнок (эп. 116); Даймон 1 (эп. 124); Девочка (эп. 115))
- Sailor Moon Sailor Stars (Диктор в аэропорту (эп. 188); Ведущий (эп. 178); Лили (эп. 171); Менеджер (эп. 174))
- Sailor Moon SuperS (Аме-тама (эп. 158))
- Shijou Saikyou no Deshi Kenichi (Урека)
- Shin Chan (Митти) и (Юи)
- Spectral Force (OAV) (Маленькая Снежинка)
- Street Fighter II: The Movie (Голос в телефоне)
- Tenshi na Konamaiki (Мики Ханакаин)
- The Wallflower (Икеда)
- Voltage Fighter Gowcaizer (OAV) (Кибура)
- Yomigaeru Sora — Rescue Wings (Студент — волонтёр (эп. 4); Юми)
- You’re Under Arrest (Кадзуё Кавада (эп. 18))
- Zoids: Chaotic Century (Фиона Элизия Линетт)

### Видеоигры
- Airforce Delta Strike — Рут Валентайн
- Danganronpa: Trigger Happy Havoc — Саяка Маизоно
- Everybody’s Golf 4 — Аими, Казума
- Fire Emblem Heroes — Нефини, Лин
- Fire Emblem Warriors — Лин
- Kid Icarus: Uprising — Вириди
- Kirby — Кирби, Королева Сектония, Сьюзи
- Mobile Suit Gundam SEED: Owaranai Asu e — Сино Ханенфусс
- Purikura Daisakusen — Грей О’Брайан
- Samurai Warriors — Инахимэ (начиная с Xtreme Legends), также Warriors Orochi
- Shining Force 3 — Грейс
- Super Smash Bros. — Кирби, Несс, Лин, Вириди
- Tales of Vesperia — Витчелл
- WarTech: Senko no Ronde — Сакурако Сандзё Sakurako Sanjo

### Роли дубляжа
- Два дня в долине (Сьюзен Пэриш (Гленн Хидли))[2]